# Remsen (villa)
Remsen es una villa ubicada en el condado de Oneida en el estado estadounidense de Nueva York. En el año 2000 tenía una población de 531 habitantes y una densidad poblacional de 553 personas por km².

## Geografía
Remsen se encuentra ubicada en las coordenadas 43°19′39″N 75°11′12″O / 43.32750, -75.18667.

## Demografía
Según la Oficina del Censo en 2000 los ingresos medios por hogar en la localidad eran de $29,485, y los ingresos medios por familia eran $32,625. Los hombres tenían unos ingresos medios de $27,083 frente a los $23,750 para las mujeres. La renta per cápita para la localidad era de $12,625.. Alrededor del 19% de la población estaban por debajo del umbral de pobreza.